# Heinrich Andreas Müller
Heinrich Andreas Müller (* 1950, heimatberechtigt in Rüschlikon und Küsnacht) ist ein Schweizer Richter.
1994 wurde er auf Empfehlung der FDP des Kantons Zürich beziehungsweise der Interfraktionellen Konferenz vom Kantonsrat des Kantons Zürich als Oberrichter gewählt. Im Amtsjahr 2009 präsidierte er das Zürcher Obergericht.

## Werke
- Heinrich Andreas Müller: Der Verwaltungszwang, Zürcher Beiträge zur Rechtswissenschaft, Zürich 1976, (zugl. Diss. Zürich 1975), ISBN 3725517142